# 魏和德
魏和德（1921年—1980年），別號密軒，彰化縣永靖鄉人，祖籍福建省汀州府永定縣古竹鄉，成美公堂永靖魏氏家族第四代，1958年創辦頂新國際集團的前身「鼎新製油工廠」，為頂新魏家四兄弟的父親。

## 生平

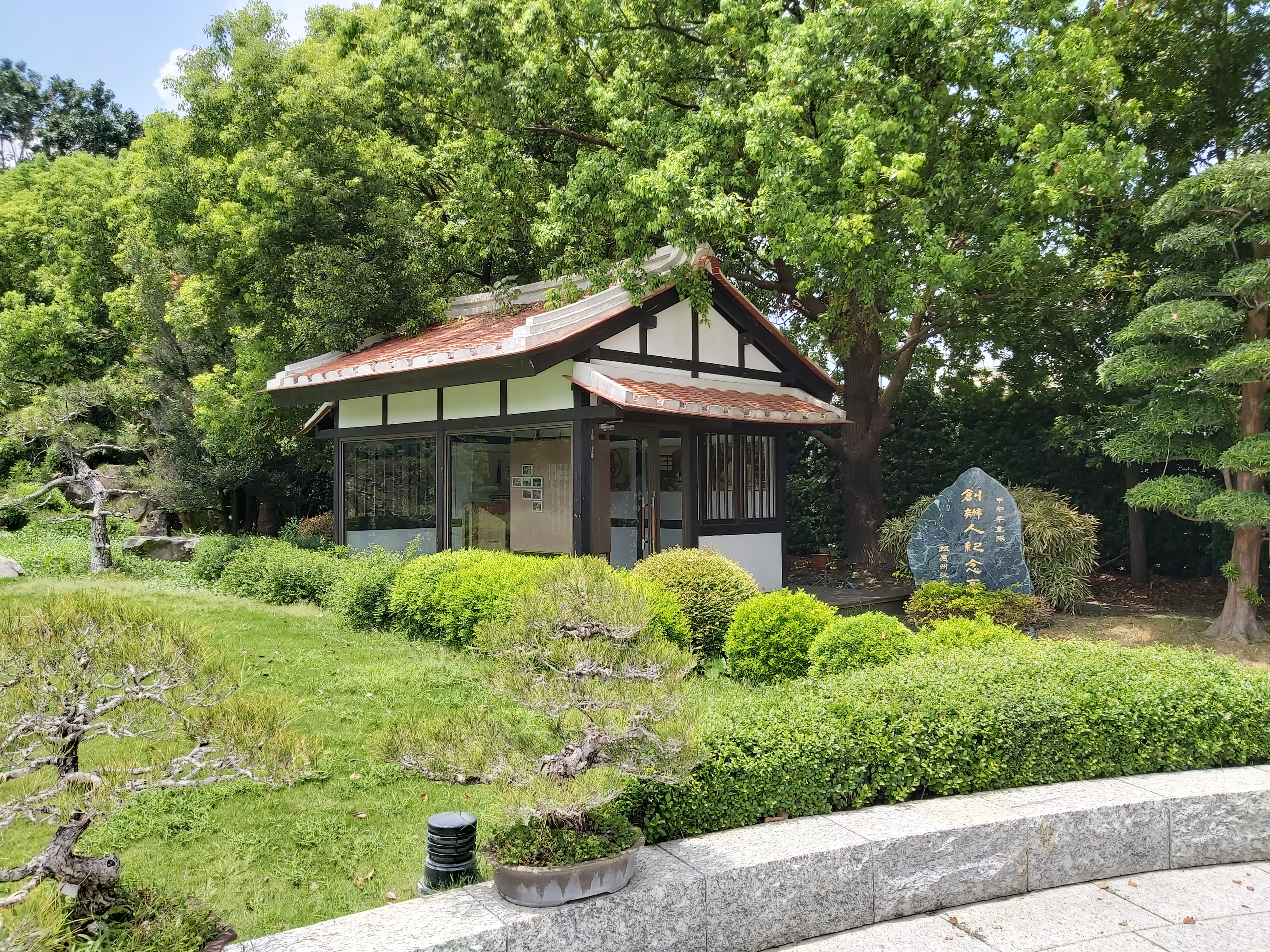
成美文化園中的創辦人紀念亭，用於陳列展示魏和德之生平事蹟

1921年魏和德在永靖魏成美公堂誕生，曾祖父魏成秀（號儉正）為家族開臺祖，曾於永靖街開立「成安藥舖」。祖父魏瓊昭（號尚瑩）追隨曾祖父學習中醫，其深諳岐黃之術並經營「成美中藥鋪」，1881年獲清政府授國子監生、日治時期曾歷任永靖庄長、八堡二圳圳長等職，與餘三館的家主陳汝甘同為永靖公學校發起人之一。魏尚瑩育有八子，魏和德的父親魏居仁（號由堂）為其第八子，是永靖魏家的財務總管；母親魏陳阿桂為父親側室，魏和德為父親的第三子、母親的長子。5歲時父逝，於永靖公學校畢業後輟學至員林「福建中藥行」擔任學徒學習會計、管理，兩年後獲拔擢為掌櫃。18歲時承擔家計，與長崎泰益洋行進行商務往來，並利用工作之餘練習書法。

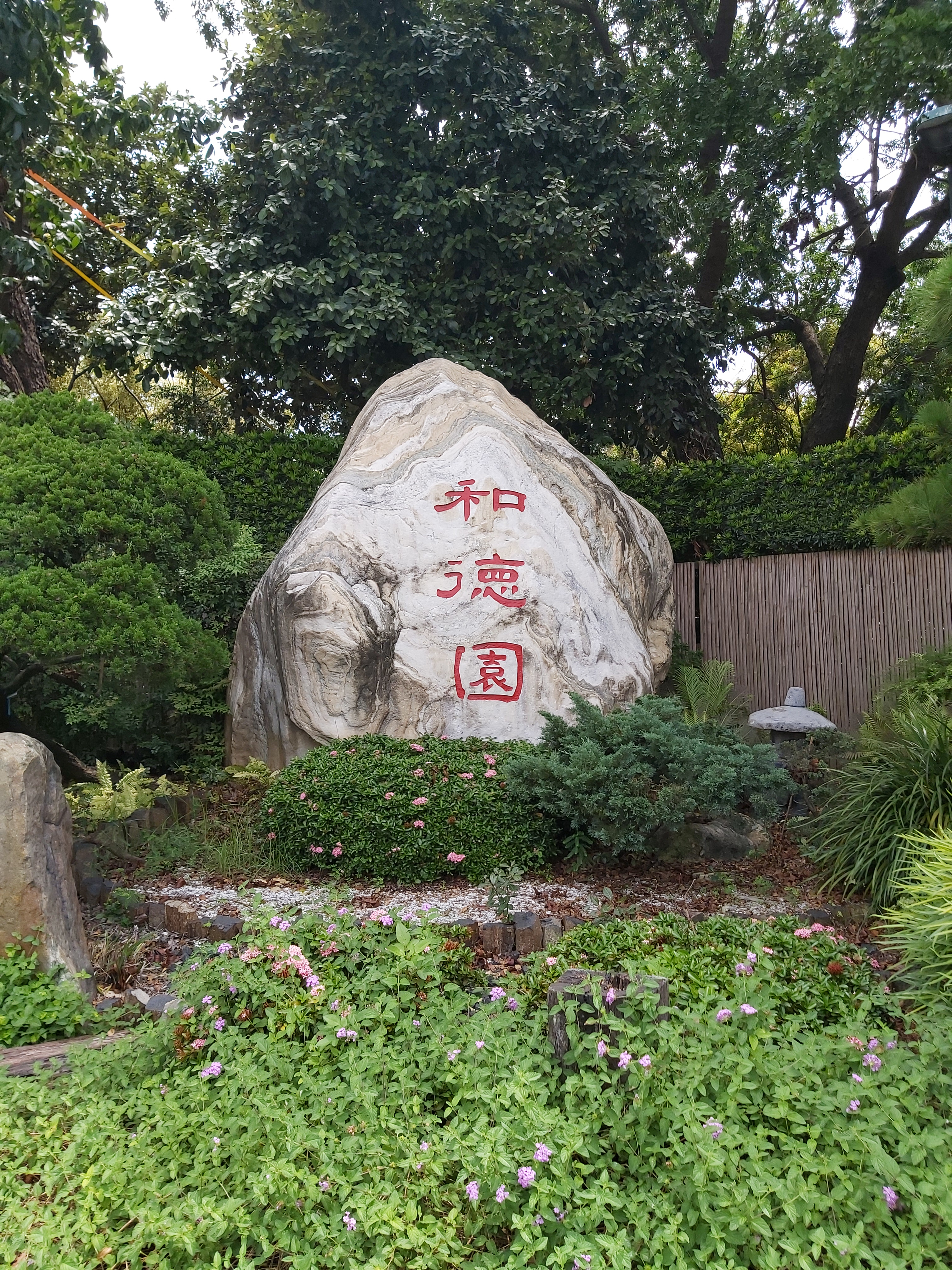
和德園石碑

1945年，魏和德與四弟魏維德共同經營「新成美藥材行」，因成功的研發切藥材機器使家計逐漸好轉。日後，其發揮所長自行研發製油機械，於1958年成立「鼎新製油工廠」生產工業用蓖麻油，一家九口全數投入經營行列。餘下時間魏和德熱心宗親事宜與神明廟務，曾擔任永靖街永安宮重修委員及進香團大總理。1974年公司更名為「頂新製油實業」，跨入食用油領域生產植物性食用油等產品。1980年辭世，由四名兒子接掌企業，在當時顶新还是一家资产和負債都是1000万新台币、净资产为零的小公司。1990年四兄弟赴中國考察，1992年第一碗「康師傅方便麵」在中國上市。四人發跡後於1997年成立「頂新和德文教基金會」並在2008年及2014年先後整建「成美文化園」以紀念先父母的名義闢建「和德園」和「如雪園」，同時回饋鄉里。

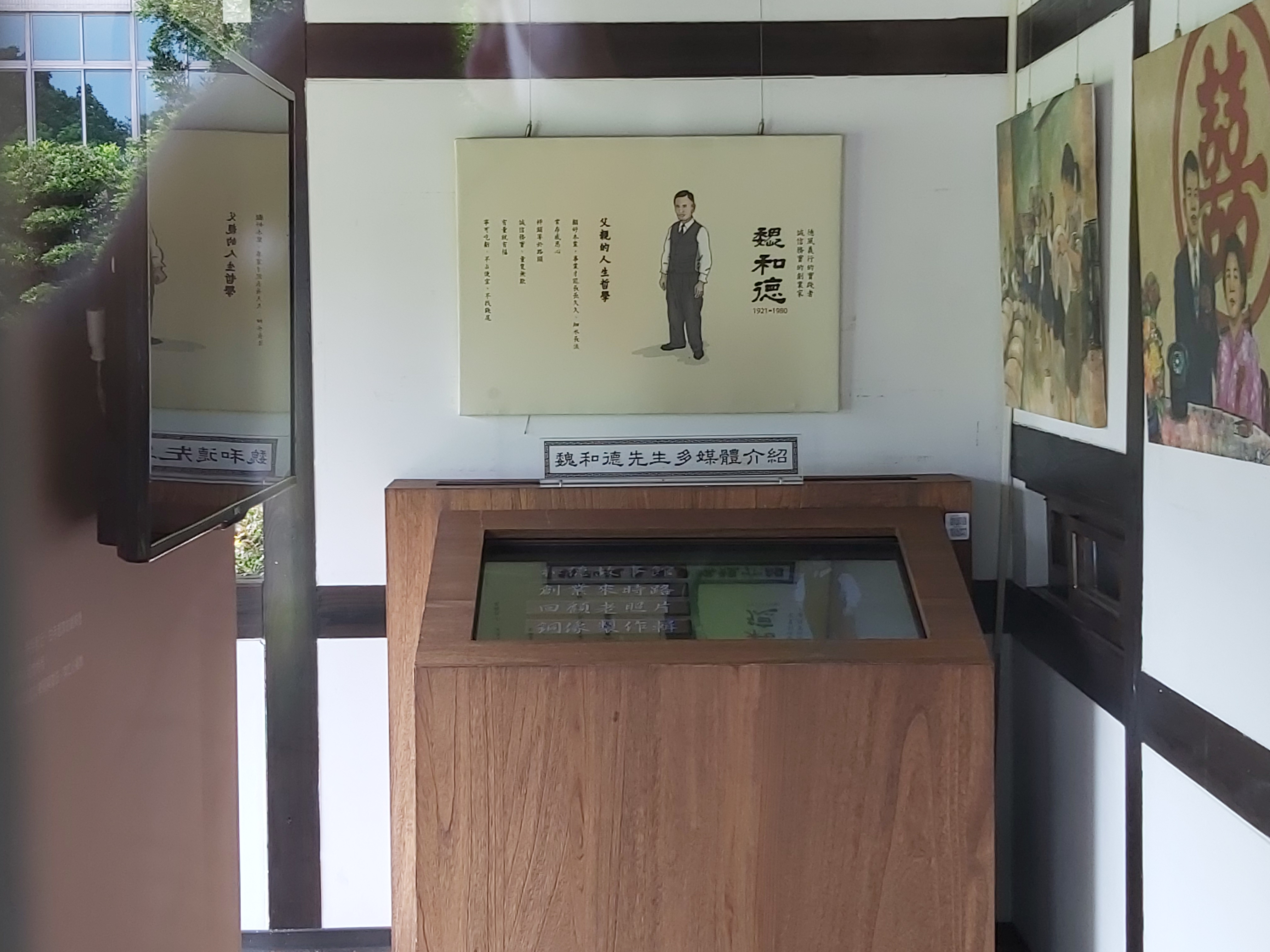
創辦人紀念亭魏和德多媒體生平介紹
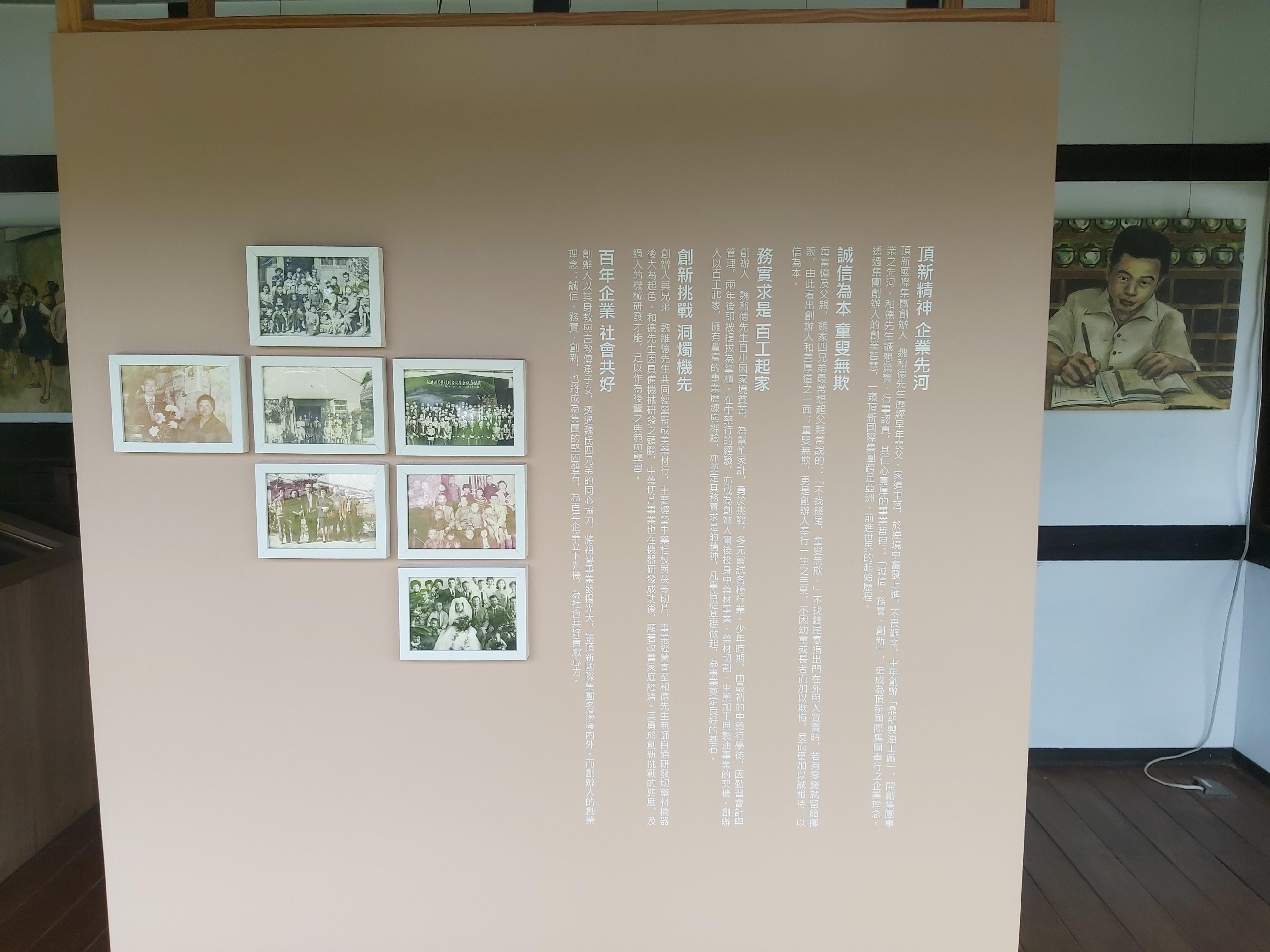
創辦人紀念亭魏和德生平事略解說牆
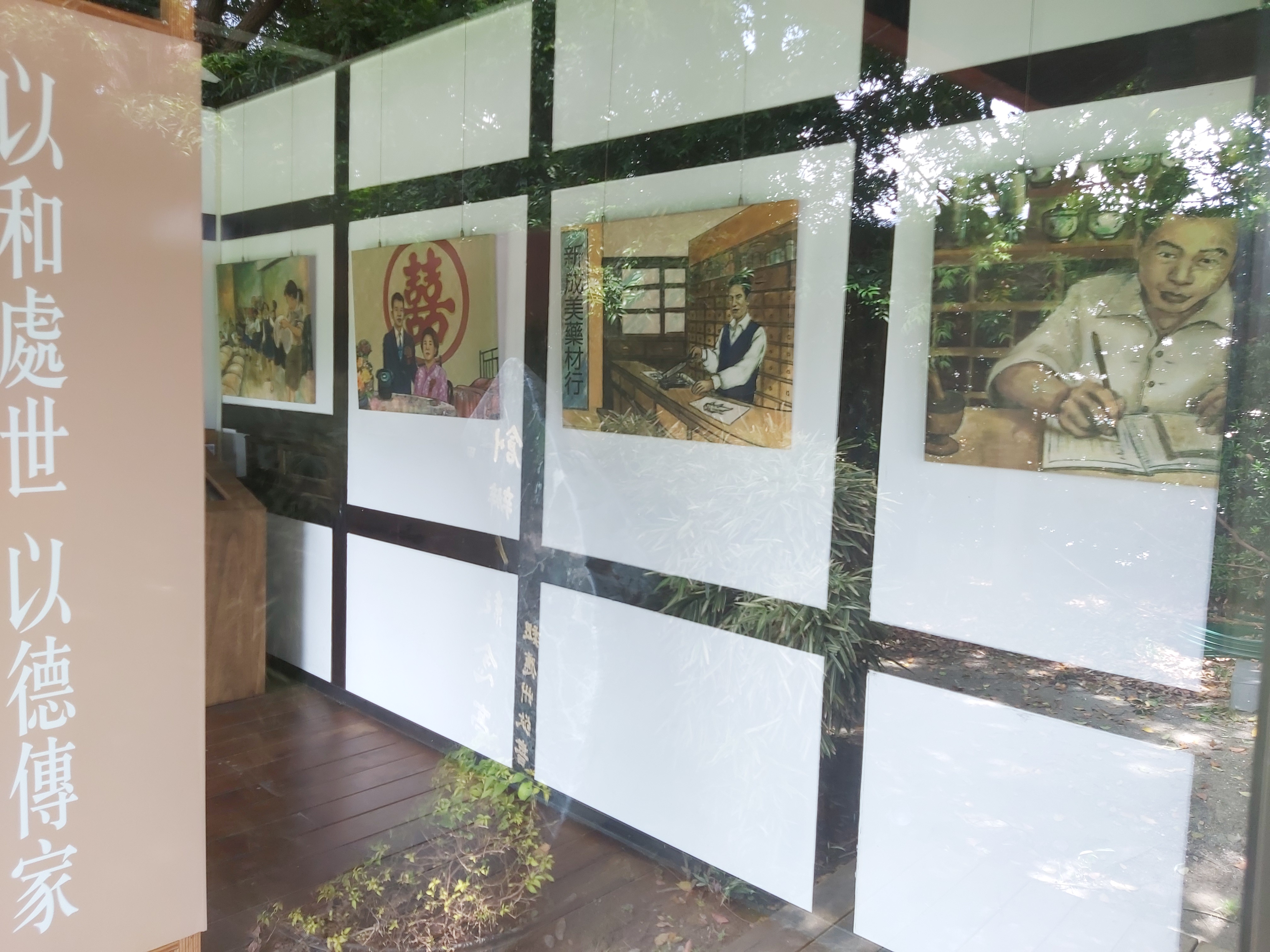
創辦人紀念亭魏和德生平示意圖像陳列牆

## 家庭
魏和德妻子魏謝如雪世出自彰化縣北斗鎮的名門，1989年獲頒「模範母親」殊榮，魏和德夫婦育有三女四男，分別為長女魏錦繡、次女魏娟娟、三女魏錦霓以及長子魏應州、次子魏應交、三子魏應充和四子魏應行。

## 外部連結
- 頂新國際集團 創辦人——魏和德先生簡介 （页面存档备份，存于）